# Pseudosymmachia impressifrons
Pseudosymmachia impressifrons är en skalbaggsart som beskrevs av Leon Fairmaire 1887. Pseudosymmachia impressifrons ingår i släktet Pseudosymmachia och familjen Melolonthidae. Inga underarter finns listade i Catalogue of Life.